# Antenor Argentino Gauna
Antenor Argentino Gauna (Empedrado, 15 de abril de 1912 - ciudad de Formosa, 13 de agosto de 1994) fue gobernador constitucional de la provincia de Formosa, docente, maestro rural, deportista, gremialista, político, dirigente del Partido Justicialista, titular de la Comisión Pro Retorno del General Juan Domingo Perón (1972), gobernador de la provincia de Formosa (1973), activista de Derechos Humanos. Estuvo casado con Doña Elsa C. Segnana, con la cual tuvo ocho hijos.
A los 22 años, Gauna llegó al entonces Territorio Nacional formoseño por un error burocrático. Debía ser designado en la localidad de Bella Vista, en su provincia natal, pero el funcionario que aprobó su cargo docente escribió "Buena Vista", nombre de una localidad formoseña. Finalmente, Antenor se estableció en 1937 en un caserío rural llamado El Cogoik. Allí levantó con sus propias manos y la ayuda de los pobladores de la zona un humilde edificio escolar, donde fue maestro y director. En ese paraje aislado del centro del Chaco Gualamba vivió con su esposa, Elsa Segnana (una bella inmigrante italiana), donde nacieron sus dos primeros hijos.
Otros cargos y actividades docentes y de otro género; oficiales y no oficiales entre 1945 y 1954 de acuerdo al Cuaderno de Actuación Profesional del MNN Antenor Argentino Gauna (pág.18).
Docente.
Profesor de Cultura General de la Escuela de Capacitación Obrera de la Nación n.º 55 de Formosa.
Delegado ejecutivo a cargo de la ADA (Agremiación del Docente Argentino) en el territorio de Formosa.
Miembro del Comité Central Confederal de la Confederación General del Trabajo de la República Argentina.

## Deportivas
Entrenador y acompañante del nadador Sr. Adolfo Agenor Gauna (su hermano), que efectuara con éxito la travesía del Río de la Plata a nado, el 11 y 12 de febrero de 1952, desde Colonia (Uruguay) hasta Punta Lara (Argentina).

## Gremiales
Del 9 al 14 de marzo de 1952, asiste a las reuniones del Comité Central Confederal de la C.G.T., y a las entrevistas concedidas al mismo por el Señor Presidente de la Nación General Juan Perón y por la Sra. Eva Perón.
Del 5 al 14 de agosto, viaja a Buenos Aires para rendir homenaje póstumo a la jefa Espiritual de la Nación Sra. Eva Perón en representación de la Delegación Ejecutiva de la A.D.A.
Del 21 al 31 de octubre, en carácter de miembro del Comité Central Confederal asiste a las reuniones de dicho cuerpo para resolver sobre las sobre las remuneraciones de los miembros del Secretariado de la Central Obrera, Consejo Directivo, Tribunal de Disciplina y Comisión Revisora de Cuentas, presentadas a raíz de los acontecimientos del Día de la Lealtad. Hace uso de la palabra en la Asamblea Confederal en representación de la A.D.A.. Asiste con los demás miembros del C.C.C. a la audiencia concedida por el Señor Presiente de la Nación General Juan Domingo Perón.
Del 14 al 20 de noviembre, asiste en Buenos Aires a la asamblea general de la A.D.A. Del 12 al 22 de diciembre, asiste a la Asamblea General de la A.D.A. realizada en Capital Federal.

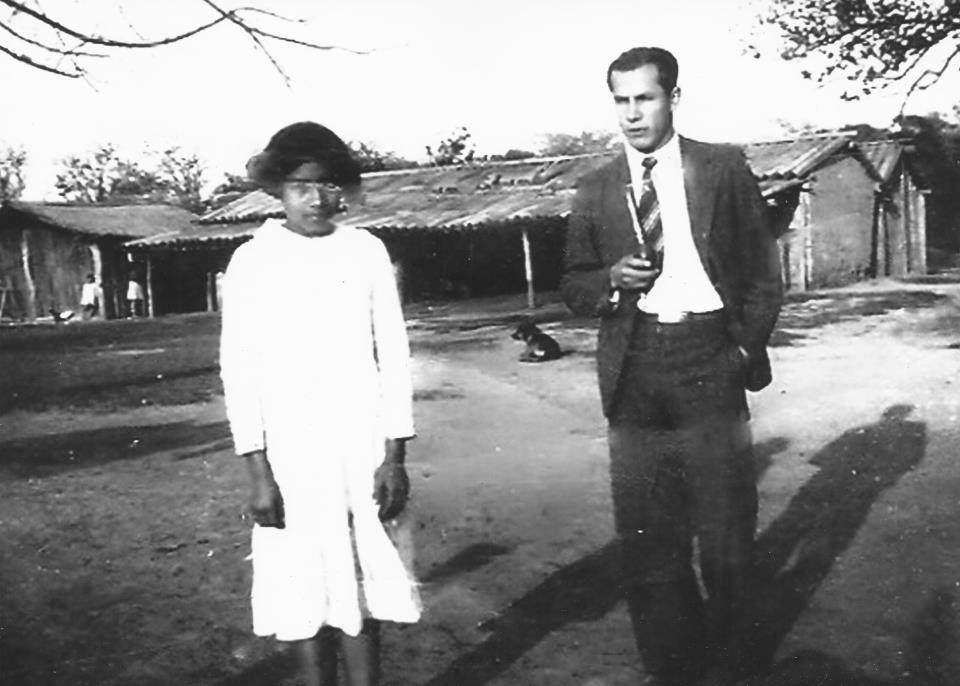
"Del Cuaderno de Actuación Profesional del M.N.N. (Maestro Normal Nacional) Antenor Argentino Gauna. En 1937 es trasladado con el cargo de Director a la Escuela N° 125 de Cogoik, Departamento Patiño, Formosa. Resol. 4 de junio de 1937. Crea por resolución del Honorable Consejo la Escuela N° 125 de Cogoik el 10 de agosto de 1937. Propicia la formación de la Sociedad Cooperadora de la Escuela N° 125. Dirige los trabajos de construcción del local de la Escuela, realizado por los vecinos. Recibe en donación del vecindario e inaugura en nombre del Honorable Consejo el local de la Escuela Nº125 el 20 de noviembre de 1937".

Desde su rol de maestro entabló una especial relación con los sectores más postergados del campo, lo cual lo convirtió en un referente tanto para las comunidades indígenas como para los criollos minifundistas.
En tiempos de la dictadura de Onganía, Antenor Gauna acompañó la resistencia de los campesinos contra la privatización de tierras fiscales, que por aquel entonces representaban el 82% de la superficie de la provincia. Desde 1965 el movimiento campesino venía cobrando fuerza con apoyo de la Iglesia Católica. A comienzos de los setenta se formó la Unión de Ligas Campesinas Agrarias de Formosa (ULICAF), que llegó a agrupar cerca de 5000 familias campesinas.
Don Antenor fue titular de la Comisión Pro Retorno del expresidente exiliado Juan Domingo Perón en noviembre de 1972 e integró la comitiva de 153 personas que acompañó a Perón en su retorno al país, procedente de Roma.

Entre tantas escenas perdurables en el recuerdo debo mencionar un instante en el culminó la emoción de los viajeros, cuando ya en vuelo de regreso y sobre el Río de la Plata, el comandante italiano de la nave de Alitalia pidió atención por altoparlante y dijo: «Señoras y señores, estamos entrando a cielo argentino». Un aplauso unánime rubricó sus palabras, y con lágrimas en los ojos, de pie, se cantó el Himno Nacional.
Antenor Gauna

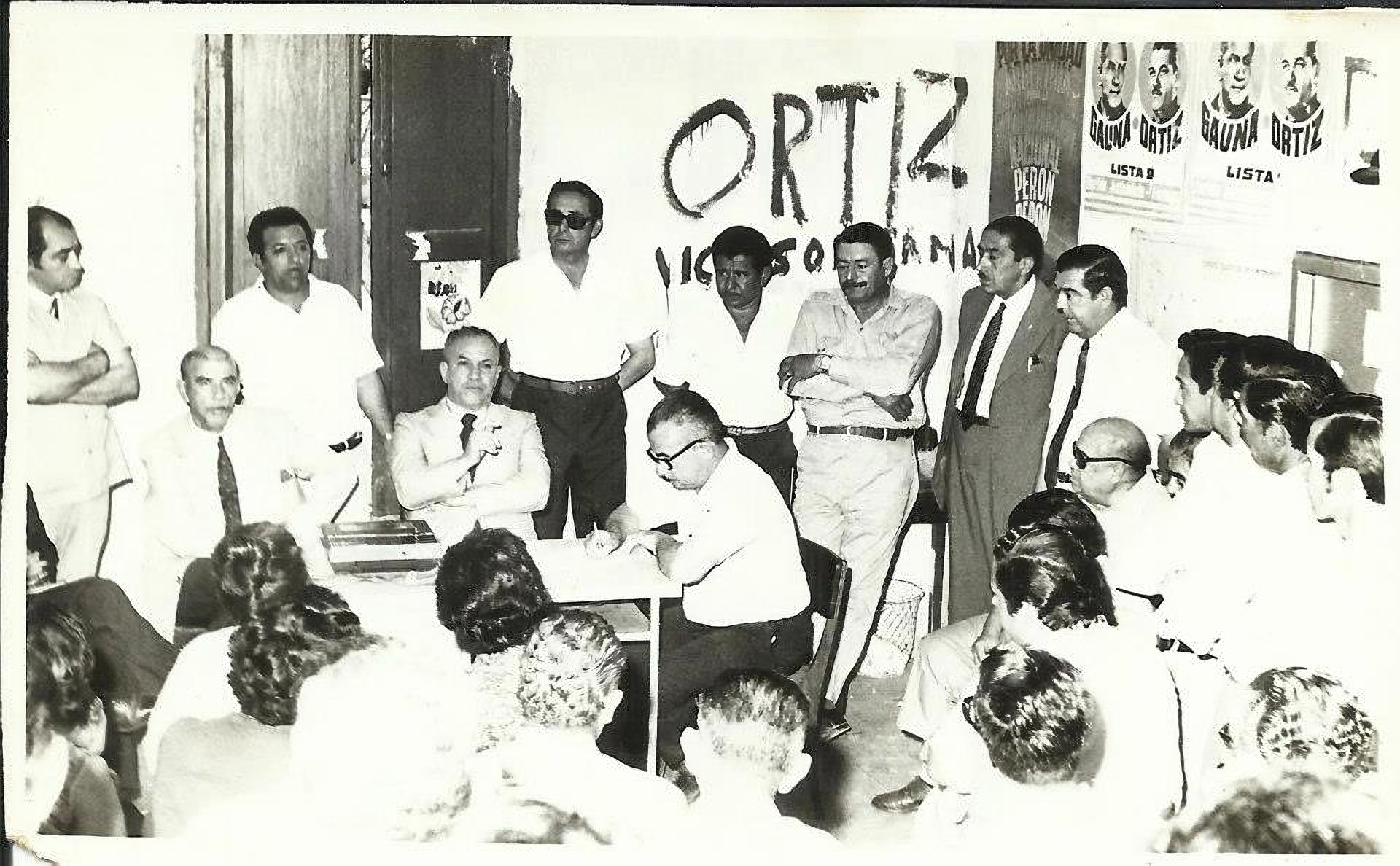
Antenor Gauna en el Partido Justicialista de Formosa, durante la campaña electoral de 1973. En la foto aparece también el ex delegado territorial Ramón Mariño (último hombre con anteojos oscuros en la parte derecha de la imagen, sentado).

En 1973 Gauna encabezó la lista del FREJULI en la provincia de Formosa, con apoyo de la ULICAF, los sindicatos estatales y la Juventud Peronista, y llegó al poder con más del 70 % de los votos en el balotaje. Durante su corto mandato, el gobernador Gauna tomó medidas como las de crear un servicio sanitario aéreo, que trasladaba los fines de semana un equipo médico para brindar atención a los pueblos más alejados de las costas del Bermejo y el Pilcomayo antes de la intervención federal que puso fin a su mandato en noviembre de aquel año. 
Tras del derrocamiento de Isabel Perón, durante el Proceso de Reorganización Nacional se mantuvo activo recopilando información en causas por violaciones a los derechos humanos y fue uno de los fundadores de la APDH Formosa. Sus hijos menores, Roberto "Ñaño" Gauna y Teresita Gauna fueron detenidos por la dictadura militar en 1976, el primero condenado a prisión por un tribunal militar, y la segunda obligada a dejar el país; lo que por un lado motivo aún más su activismo por los DDHH durante todo el denominado Proceso de Reorganización Nacional y una vez finalizado el mismo el 10 de diciembre de 1983.
Roberto recuperó la libertad en 1984 y Teresita pudo regresar al país ese mismo año, aunque decidió radicarse en Italia. Roberto Antenor Gauna inició en democracia querellas contra los represores y responsables de violaciones a los derechos humanos, organizando grupos de víctimas del terrorismo de Estado. Logró que Tribunal Oral Federal de Formosa condenará al exgobernador de facto de Formosa Juan Carlos Colombo a 25 años de prisión por violaciones a los derechos humanos cometidas durante la última dictadura militar.
Los últimos años de don Antenor lo encontraron siendo muy querido y respetado por el pueblo y la clase política, sin distinción de banderas, en Formosa y la región quienes lo recuerdan además por fomentar el deporte y promover la participación política de los jóvenes. Finalmente, el 13 de agosto de 1994, a los 82 años de edad don Antenor Argentino Gauna falleció en la capital de la provincia de Formosa y hoy un barrio muy popular de esa ciudad lleva su nombre.

## Gobernador

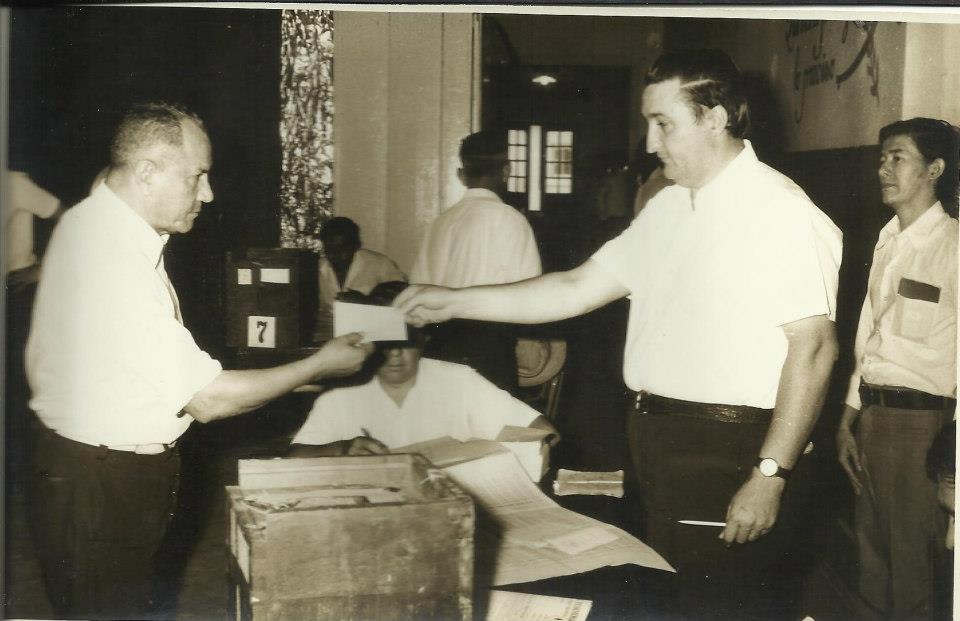
Elecciones 1973

En 1973 fue elegido gobernador de la provincia de Formosa, tras segunda vuelta con más del 70 % de los votos, convirtiéndose de esa manera en el primer gobernador constitucional elegido por el voto popular sin proscripciones en esa provincia. Según la historiadora Alicia Servetto, con la instauración de la democracia en 1973 y la llegada de Juan Domingo Perón. Antenor Gauna y Ausberto Ortíz fueron los integrantes de la fórmula gubernamental que llevó al peronismo a la victoria con el 70,2% de los sufragios.
El peronismo asumió con el apoyo de la masa partidaria menos tradicional, más el frente de acción gremial estatal, donde estaban los judiciales, los estatales, estudiantes universitarios, no de Formosa porque no había en la provincia Universidad. La juventud peronista que respondía a regionales más un componente poderoso que era la Unión de Ligas Campesinas de Formosa que tenía antecedentes en el movimiento rural campesino y que venía de 1965 con fuerte apoyo del obispado.
Su gestión estuvo marcada por la ambición de hacer obras públicas; pavimentó centenares de kilómetros de rutas, dragó parte de los afluentes  del río Bermejo inició la construcción del Aeropuerto de Formosa, instaló una nueva usina eléctrica en Clorinda, facilitó el transporte automotor urbano y suburbano, inició los estudios que llevarían a la construcción del hospital central de Las Lomitas.
El gobernador electo, Antenor Gauna había actuado principalmente como gremialista docente, representando al gremio del magisterio en el Comité Central Confederal de la CGT en el segundo gobierno de Perón. Contó con el apoyo de diferentes sectores sociales, políticos y gremiales de Formosa, tales como la ULICAF, el Frente de Coordinador de Acción Gremial Estatal, el Sindicato del Personal Público de Formosa, la Juventud Peronista de Formosa, etc.

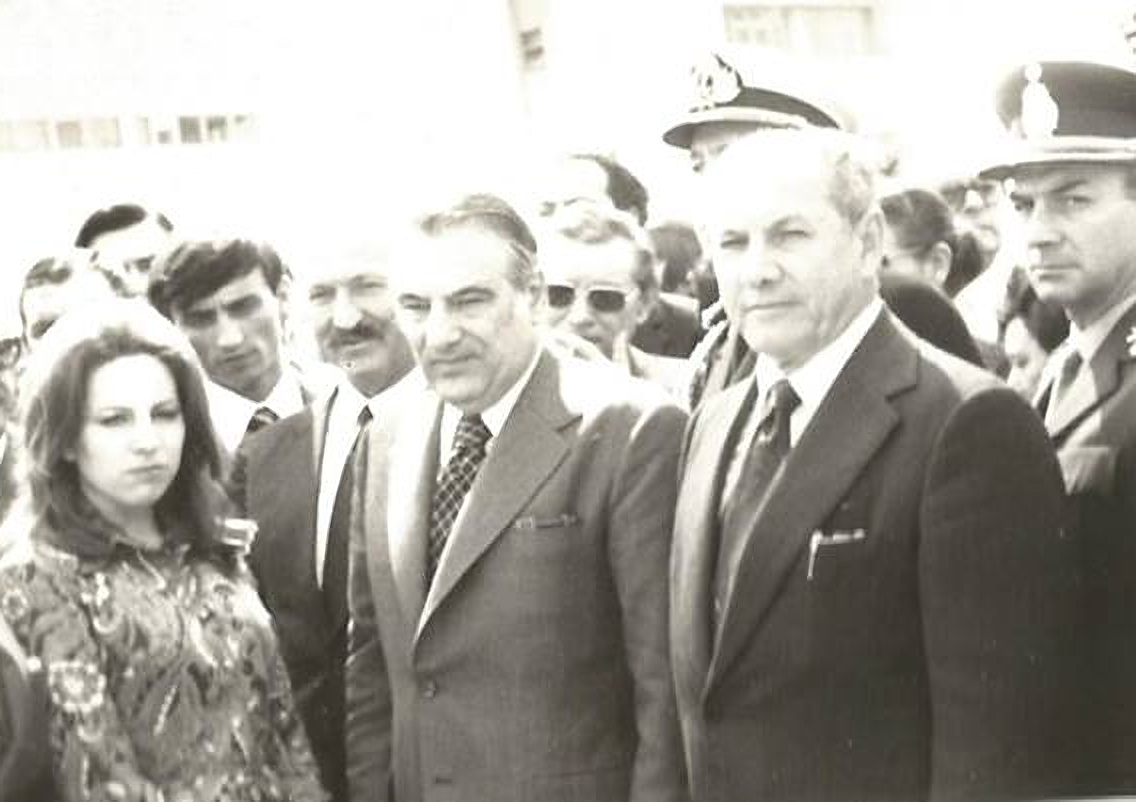
En el centro de la imagen, el por entonces presidente de Argentina, Raúl Lastiri. Detrás suyo, José Ber Gelbard. A su derecha, el gobernador de Formosa, Antenor Gauna. A la izquierda de Lastiri, Deolindo Bittel, gobernador de Chaco. Y primera desde la izquierda, Norma Lastiri, primera dama.

Gauna logró ganarse el apoyo de la ULICAF, quienes, si bien negaron toda connotación partidista, en varias ocasiones apoyaron las medidas anunciadas por el Poder Ejecutivo, a quien demandaban fundamentalmente revisar todas las adjudicaciones y permisos de ocupación de tierras realizadas desde el 30/6/66 hasta el 24/5/73. Esta demanda se concretó con el Decreto N° 408 y la Ley N° 339 sancionada por la Cámara de Diputados.
La situación institucional de Formosa en la que se conjugaron los diversos factores fue trasladada al gobierno nacional donde intervinieron el ministro del Interior, Benito Llambí y el Secretario General de la Presidencia, Vicente Solano Lima. Todo el debate giró en torno a la interna peronista, al papel del gobierno central y al problema de la sanción de algunas leyes provinciales relacionadas con la expropiación de las tierras.
Respecto a lo educativo, fue señalado que uno de los principales pilares de su gestión fue el total a poyo al proyecto de la creación de la Universidad Nacional de Formosa . En referencia a las escuelas del interior fue importante la ayuda que el gobierno provincial brido a los docentes para que disminuya el ausentismo en las escuelas rurales, con el aporte además de nuevos materiales pedagógicos.
Asimismo dentro de la política habitacional, el gobernador Gauna priorizo la construcción de nuevas unidades habitacionales para desterrar las condiciones de precariedad en el que es ese momento vivían gran parte de la población.

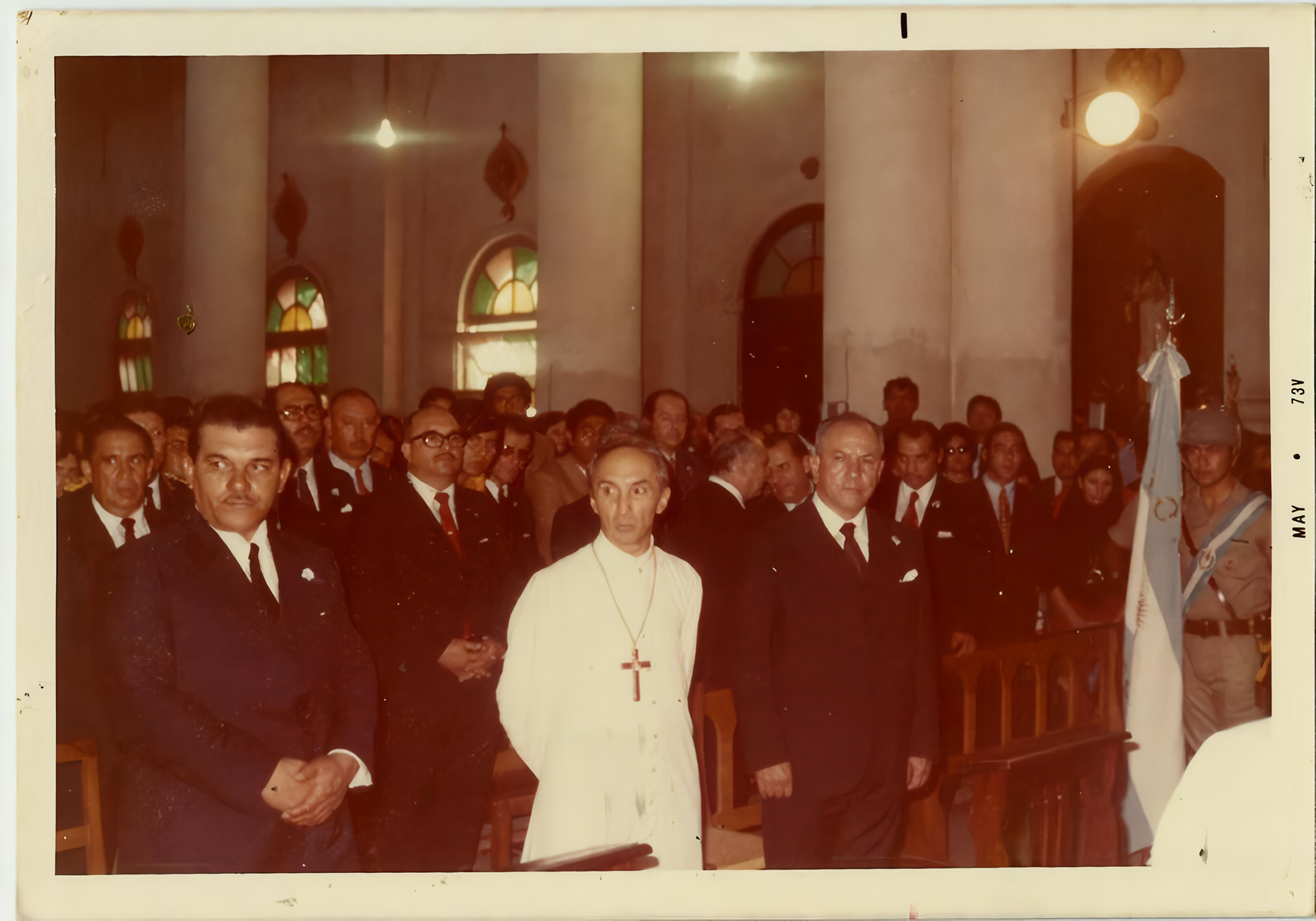
El recién asumido gobernador Gauna en el Tedeum del 25 de Mayo de 1973. Lo acompañan el Obispo Raúl Scozzina y el vicegobernador Ausberto Ortiz.

## Discursos
Tomó juramente al cargo ante la Cámara Legislativa provincial el 25 de mayo de ese mismo año y en su discurso inaugural dejó marcada cual sería la intención de la política social que intentaría cumplir en su mandato:

Salud, educación y vivienda constituyen al basamento fundamental de una población feliz.

Salud: La salud de la población se la prioridad número 1 de mi gobierno, planificando una acción intensa y sostenida que partiendo de la cuidada atención del binomio madre-niño y de la adolescencia, nos permita dotar a nuestra querida provincia de hombres mental y físicamente sanos y aptos para continuar la tarea de engrandecer hacia sus mejores destinos.
El tratamiento de los males endémicos y de las enfermedades específicas contará con nuestra más firme decisión de desarraigarlas en forma total y absoluta. No se escatimaran recursos a expensas de la salud de la población y a esta finalidad esencial, serán canalizados todos aquellos de origen especial que por su volumen pueden financiar los programas integrales elaborados ya y a los que se elaboren en el futuro. Descuento el apoyo de vuestra honorabilidad para poder realizar en esta materia una acción intensa como saludable.
Educación: Mi formación docente me permite conocer con amplio concept las necesidades de la provincia en materia de educación. Partiendo de la base que no ahorraremos esfuerzos para la universidad de Formosa sea una realidad.
Nuestra labor se condensará en una lucha sin cuartel contra el analfabetismo, para que ningún niño formoseño deje de recibir instrucción necesaria.
Las razones que generalmente provocan el ausentismo; distancia, falta de medios económicos, existencia de escuelas sin maestros o sin elementos pedagógicos, serán desterrados definitivamente.  Los adolescentes que desean continuar estudiando, contaran con recursos necesarios para ello. No puedo dejar de mencionar aquí a aquellos jóvenes, que, contando con promisorias aptitudes positivas, están impedidos de dar curso a su vocación y deseos de progreso en razón de tener que trabajar en apoyo del sustento familiar, los mismos conceptos son aplicables a quienes estén en condiciones de ingresar a la universidad y están imposibilitados de hacerlo por razones económicas.  Comprometo mis mejores esfuerzos y solicito desde ya a los señores legisladores, el apoyo necesario para el apoyo necesario para el desarrollo integral de una política educacional cuya importancia y gravitación en el futuro de la provincia y el país, es obvio destacar.
Vivienda: El déficit habitacional que acusa la provincia será combatido con toda energía, planificado una acción de conjunto con las entidades gremiales que agrupan a los distintos sectores que componen la masa de los trabajadores, en forma paulatina y sostenida, mediante la captación de recursos idóneas para ello, se encarará la construcción de viviendas que permitan desterrar para siempre la precaria mal llamada habitación en que hoy vive una gran parte de nuestra población.
Asistencia Social: De acuerdo con la filosofía del justicialismo, la asistencia social ocupa un lugar de preferencia en los programas de gobierno que serán encarados de inmediato y en profundidad, atendiendo en forma preferencial la protección y asistencia del ser humano en todo el desarrollo de su vida y en especial:
-Protección integral de la maternidad en el período pre-natal;
-Protección y asistencia de la infancia en todas sus etapas y aspectos, proveyendo al sostenimiento de instituciones oficiales o privadas que lleven tal finalidad, como comedores escolares, guarderías, jardines de infantes, etc.;
-Asistir por los medios adecuados y convenientes a toda familia o persona caída en infortunio;
-Acudir en socorro o amparo de la vejez desvalida;
-Proveer a la consolidación del grupo familiar, propendiendo a su integración armónica;
-Otorgar subsidio por desocupación, nupcialidad, maternidad, fallecimiento, accidentes del trabajo y enfermedades profesionales;
-Alentar y apoyar la realización de planes de turismo, especialmente para los estudiantes primarios.
En resumen, sin que la enunciación precedente sea excluyente de otros aspectos, la política a ejecutar comprende la asistencia social en su variada gama de presentaciones, abarcando toda actividad que tienda a hacer presente la acción del Estado allí donde hubiere necesidad.
Desarrollo de las comunidades: El pueblo debe capacitarse y organizarse para poder realizar una acción constructiva que servirá de eficiente colaboración para mi gobierno. Doblemente intensa será mi labor si no cuenta con sólida instituciones gremiales, deportivas y culturales, que desarrollen en plenitud las tareas específicas que tienen asignación de acuerdo a los propósitos que determinaron su creación. La solidez de esas instituciones y la eficiencia de la labor que realicen, se traducirán en positivos elementos de una mayor capacitación de todo el pueblo formoseño y coayudantes decisivos en la difícil tarea que asumo desde hoy.
Para que se cumplan esos postulados, ofrezco desde ya, el apoyo de mi gobierno y reclamo también el de los señores diputados.
Municipalidades y comisiones de fomento:
El gobierno de la provincia prestara especial atención a la labor de las municipalidades y comisiones de fomento. Sin perjuicio de reconocer que el patriotismo de los señores intendentes y concejales e integrantes de los cuerpos comunales, bregará constantemente por el progreso y bienestar de la población de la respectiva jurisdicción, estimo conveniente la reforma integral del régimen municipal. A tal efecto, se enviará a consideración de vuestras honorabilidades el proyecto de ley estableciendo un nuevo cuerpo de disposiciones en reemplazo de que está en vigencia, ya que éste ha perdido actualidad.
La felicidad y tranquilidad del pueblo comienza en la vida municipal de manera que no es posible permanecer indiferente ante problemas que tienen una magnitud inusitada. Para alcanzar soluciones adecuadas, los municipios deben participar en forma más equitativas en la distribución de los recursos provinciales.
Aborígenes: No puedo soslayar en mi primera presentación ante los señores legisladores y el pueblo, mi preocupación por los problemas de la población aborigen, ya que ésta es parte integrante del pueblo de la provincia.Sin estridencias, sin demagogia, con realismo creador, buscaremos las soluciones adecuadas para los males que agobian a este sector de la población. No dudo que compenetrados de la necesidad de poner fin a tanta promesa incumplida, a tanta utilización indecorosa que han sufrido las colonias aborígenes, los señores diputados han de compartir con el Poder Ejecutivo la responsabilidad de sancionar una ley que defina una progresista política en la materia y que permita la creación de fuentes de trabajo permanente para los integrantes de las comunidades aborígenes.En tal sentido, tendré el honor de remitir a consideración de Uds. el proyecto correspondiente.
Deportes: Al hablar de la atención de la salud y de la educación, ya me he referido con precisión a la singular significación que mi gobierno asignará a la evolución orgánica y de formación integral de la adolescencia y la juventud.

Con tal orientación, no podría prescindirse, para completar el cuadro, el apoyo incondicional a las actividades deportivas, ya que, aunque resulta innecesario repetirlo, el deporte juega un papel muy importante en la formación del hombre y la mujer, ya que fomenta el compañerismo, fortalece el carácter y e complemento idóneo e insalvable de una buena salud. Se adoptarán las medidas conducentes al desarrollo de una política intensiva de apoyo al deporte.

## Homenajes
En su honor lleva su nombre un barrio ubicado al norte de la ciudad de Formosa también en su honor se designó a un hospital construido en el año 2003, brindando atención a los vecinos del barrio que lleva el mismo nombre.